# Зельник, Ежи
Ежи Зельник (пол. Jerzy Zelnik; род. 1945, Краков) — польский актёр кино, театра и ТВ. Наиболее известен ролью Рамсеса XIII в исторической драме   Ежи Кавалеровича «Фараон».

## Биография
Родился в Кракове после войны в семье радиорежиссёра и драматурга Яна Зельника (1921—2007). По  окончании VI средней школы имени Тадеуша Рейтана в Варшаве (1963), он поступил на актёрский факультет Государственного высшего театрального училища, который окончил в 1968 году. Дебютировал в кино в 1963 году в фильме Леонарда Бучковского «Девчонка».
С 2005 по 2008 год возглавлял Новый театр в Лодзи, сменив на данном посту Гжегожа Круликевича.

## Личная жизнь
Недолго был женат на известной польской актрисе Барбаре Брыльске. Вторую жену актёра звали Урсула. В этом браке у него родился сын 
Матеуш (1981). Урсула ушла из жизни 30 июня 2014 года.

## Политические взгляды
На выборах 2010 года поддерживал кандидата в президенты Ярослава Качиньскогo. Через пять лет  —  Анджея Дуду, в итоге и занявшего кресло главы государства.
в марте 2016 года польский Институт национальной памяти сообщил об обнаружении документов, в которых было указано о сотрудничестве Ежи Зельника со Службой безопасности ПНР в период с 1964 по 1966 год. Сам Зельник отверг все обвинения в свой адрес и заявил, что не помнит ничего подобного.

## Избранная фильмография
- Беспокойная племянница (1963) — Альфред, участник вечеринки (нет в титрах)
- Фараон (1965) — Рамсес XIII
- Пейзаж после битвы (1970) — американский комендант
- В погоне за Адамом (1970) — актёр, играющий Адама
- Слоёный пирог (1974) — доктор Бартон
- Пилат и другие (1972) — Иуда Искариот
- Земля обетованная (1974) — Штайн
- История греха (1975) — Лукаш
- Теневая черта (1976) — Роули
- Солдаты свободы (1977) — бельгийский шахтёр
- Возвращение волчицы (1990) — Камиль Ожельский
- Шопен. Желание любви (2002) — Николя Шопен

## Награды и номинации
- Заслуженный деятель культуры Польши (1997)
- Орден Возрождения Польши (2007)[6]